# Бакрорез из 1737.
Бакрорез из 1737. године је приказ предаје града Ниша Аустријанцима на дан 28. јула 1737. године. То је летак (проглас) у виду бакрореза настао у немачком граду Аугсбургу поводом аустријског освајања Ниша од Турака
Бакрорезом је представљен тренутак предаје кључева града од стране турских депутата аустријском генерал-фелдмаршалу барону од Тингена који преузима град у име царског генерала Филипија. Турски депутати клечећи предају пет кључева: три за капије (симболично према Цариграду, Београду и Видину) и два за магазе. У позадини се види град–тврђава са околином, са леве стране је аустријска војска која улази у тврђаву, а са десне турска војска и становништво у повлачењу.
Превод текста штампаног готицом пружа интересантне појединости из историје Ниша тога доба. Некадашњи Nissus или Nessus од Београда је удаљен осам дана путовања. Преко реке Нишаве која дели Србију и Бугарску пружа се велики камени мост, обновљен 1617. године уз велике трошкове на иницијативу везира Мехмед–паше. Град има пет џамија, није нарочито велик нити се истиче лепим зградама. Неколико пута је прелазио из турских у аустријске руке и обратно, а нагодба о предаји града Аустријанцима од 28. јула 1737. године садржи 8 тачака.
Између осталог нагодба је предвиђала начин на који ће се турски живаљ повлачити до турског места Софије са свом покретном имовином, слугама и робовима. У ту сврху Аустријанци су обезбедили коње и кола, а обавезали су се и на надокнаду евентуалне штете учињене током пута. Било је дозвољено и успутно снабдевање животним намирницама за готов новац, а два турска таоца јемчили су да ће коњи и кола бити враћени из Софије у Ниш. Нагодба је предвиђала предавање свих оружница, магаза, залиха хране, оружја, као и показивање свих подземних ходника и подрума.
Уговор је сачињен у два примерка, на немачком и турском језику. Са аустријске стране потписао га је господин фелдмаршал гроф Филипи, а са турске командант и главари града Ниша. Као гаранција, дата су по два таоца са обе стране.
Бакрорез се чува у Историјском архиву у Нишу као најстарији документ у архиву. Историјски Архив у Нишу добио је бакрорез из Марибора након Првог светског рата.
Постоји и мапа опсаде Ниша из 1737. године коју поседује колекционар Горан Ћирић.